# دونغ بن
دونغ بن (بالصينية: 董斌) هو لاعب القفز الثلاثي صيني، ولد في 22 نوفمبر 1988 في تشانغشا في الصين.

## وصلات خارجية
- دونغ بن على موقع الاتحاد الدولي لألعاب القوى (الإنجليزية)
- دونغ بن على موقع الدوري الماسي (الإنجليزية)
- دونغ بن على موقع اللجنة الأولمبية الدولية (الإنجليزية)
- دونغ بن على موقع أوليمبيديا (الإنجليزية)